# Prestige Elite
Prestige Elite, ook simpelweg Prestige is een niet-proportioneel lettertype.
Het is in 1953 ontworpen door Clayton Smith voor IBM. Samen met Courier was het een uiterst populair lettertype voor elektrische typemachines, in het bijzonder de IBM Selectric Typewriter.
In tegenstelling tot Courier heeft Prestige Elite het niet ver geschopt in het computertijdperk, maar is wel schaars te verkrijgen als digitaal font.